# 37608 Löns
(37608) Lons, denumire internațională (37608) Löns, este un asteroid din centura principală de asteroizi.

## Descriere
37608 Löns este un asteroid din centura principală de asteroizi. A fost descoperit pe 24 septembrie 1992 la Tautenburg de Freimut Börngen și Lutz Dieter Schmadel. Asteroidul prezintă o orbită caracterizată de o semiaxă mare de 2,55 ua, o excentricitate de 0,14 și o înclinație de 8,3° în raport cu ecliptica.